# مغانلو (انگوران)
روستای مغانلو یکی از روستاهای بخش انگوران از توابع شهرستان ماهنشان در استان زنجان است. این روستا در محیطی کوهستانی و در کنار رودخانه قراردارد